# Hemilepidotus jordani
Hemilepidotus jordani és una espècie de peix pertanyent a la família dels còtids.

## Descripció
- Fa 41 cm de llargària màxima.[2][3]

## Depredadors
A Alaska és depredat per Gadus macrocephalus, Hippoglossus stenolepis i Sebastes nebulosus.

## Hàbitat
És un peix marí, demersal i de clima boreal (66°N-54°N, 154°E-134°W) que viu entre 0-604 m de fondària.

## Distribució geogràfica
Es troba al Pacífic nord: des del nord de les illes Kurils i Kamtxatka fins al golf d'Anadyr i Sitka (Alaska).

## Observacions
És inofensiu per als humans.